# Бои при Хохутле
Бои при Хохутле (исп. Jojutla) — серия боев во время Мексиканской революции между партизанскими отрядами Эмилиано Сапаты и войсками правительства Викториано Уэрты в штате Морелос возле города Хохутла.
К концу апреля 1914 года в Морелосе осталось только два отряда федералов: гарнизоны Хохутлы и Куэрнаваки. Вызвав командиров партизанских отрядов Герреро и Пуэблы, Сапата приказал возобновить южную кампанию. Он планировал ликвидировать последние очаги сопротивления правительственных войск в штате, а затем двинуться в Федеральный округ и, если возможно, войти в сам Мехико.
В связи с тем, что более тысячи сапатистов из штата Герреро 28 апреля заняли Амакусаку, бригадный генерал Флавио Мальдонадо с 250 своих солдат был вынужден 30-го покинуть Пуэнте-де-Икстла и отойти к Хохутле, где находились еще 250 федеральных солдат подполковника Фернандо Эрнандеса. Как старший по званию Мальдонадо возглавил гарнизон.
1 мая, в четыре утра, объединенные силы повстанцев, 3000 человек, под командованием Эмилиано Сапаты, окружив Хохутлу, атаковали город одновременно со стороны Тлакильтенанго и Панчималько. Часть правительственных солдат перешла на сторону партизан. Наибольшее сопротивление оказали подразделения федералов, стоявшие гарнизоном на площади, отбившие все атаки противника. Столкнувшись с подавляющим превосходством нападавших, около двух часов дня Мальдонадо решил эвакуировать Хохутлу и отступить на север, к асьенде Сакатепек, поскольку там были лучшие условия для обороны. Его силы прорвали линии атакующих и отступили к асьенде.
Только 3 мая отряд Энкарнасьона Диаса подошел к асьенде Сакатепек и атаковал федералов, но из-за незнания местности потерпел неудачу. 4 мая сапатисты получили подкрепление и полностью окружили асьенду, начав ее осаду. Чтобы выкурить федералов, нападавшие доставили по каналам на плотах перец «чили» и стали его жечь. 7 мая у осажденных закончилось продовольствие и стали подходить к концу боеприпасы, поэтому генерал Мальдонадо приказал эвакуировать Сакатепек и перейти в асьенду Сан-Мигель-Трейнта, еще дальше на север. Федералы прорвали осаду и с большими потерями отступили в сторону Сан-Мигеля.
8 мая федералы укрепились в асьенде Сан-Мигель, представлявшей собой небольшую крепость с каменными стенами, и, имея пушку, установленную у входа, беспокоили ее огнем противника. Попытка штурма окончилась неудачей, и некоторые повстанцы, взятые в плен, были расстреляны, а их трупы были подвешены на веревках за стенами. Генерал сапатистов Мануэль Палафокс отправил эмиссара к уэртистам с предложением сдаться, но Мальдонадо написал на обороте условий капитуляции: «Федеральный генерал никогда не сдается!» Сапатисты не торопились со штурмом, полагая, что уэртисты, испытывавшие проблемы с едой и кормом для лошадей, сдадутся.
Не в силах больше продержаться, утром 19 мая Мальдонадо приказал прорвать осаду, и его солдаты двинулись по дороге в сторону Атлахолоайе, но столкнулись с новыми силами повстанцев. В результате боя на дороге остатки отряда Мальдонадо были разгромлены и рассеяны, а сам он взят в плен.
Из федеральных солдат только двадцать пять человек смогли добраться до Куэрнаваки. В плен попали восемьсот человек, большая часть которых, в основном, рядовые солдаты, были отпущены. После военного суда Флавио Мальдонадо 25 мая был расстрелян в Тлальтисапане вместе с некоторыми из своих офицеров.
После победы повстанцев в этом регионе в руках федералов остался только город Куэрнавака, куда Сапата приказал стягивать революционные силы. В конце мая партизанские отряды окружили его, а в начале июня приступили к осаде.